# Mutaiyam al-Haschimiya
Mutaiyam al-Haschimiya (arabisch متيّم الهشامية; geb. im 8. oder 9. Jahrhundert, gest. 838) war eine Dichterin, Sängersklavin und Konkubine des Ali bin Hischam, eines Vertrauten des Abbasiden-Kalifen al-Ma'mun.

## Leben
Mutaiyam al-Haschimiya war eine aus Basra stammende muwallada – von ethnisch gemischter Herkunft. Als Sklavin gehörte sie zunächst Lubana, der Tochter von Abdallah bin Ismail al-Marakibi, einem Sklaven von Arib al-Mamuniyya. Später wurde sie von Ali bin Hischam gekauft, einem Fürsten und Vertrauten des Abbasiden-Kalifen al-Ma'mun. Sie gebar ihm einige Söhne und wurde nach dessen Tod als Umm al-Walad in die Freiheit entlassen; zuletzt sang sie für den Kalifen al-Ma'mun.

## Gesangs- und Dichtkunst
Mutaiyam überlieferte Lieder von Ibrahim al-Mausili und seinem Sohn Ishaq al-Mausili. Zudem pflegte sie viele Scherze und Spott in sie zu integrieren.

## Rezeption
In der klassisch-arabischen Literatur wird Mutaiyam al-Haschimiya unter anderem in Ibn Fadlallah al-Umaris (1301–1349) Hauptwerk, dem Lexikon Masālik al-abṣār fī mamālik al-amṣār in seinem Kapitel über bekannter Sängersklavinnen aufgeführt.

### Arabische Primärquellen
- Ibn Fadlallah al-Umari (1301–1349): Masālik al-abṣār fī mamālik al-amṣār. Ins Deutsche übersetzt von Yasemin Gökpinar: Der ṭarab der Sängersklavinnen: Masālik al-abṣār fī mamālik al-amṣār von Ibn Faḍlallāh al-ʿUmarī (gest. 749/1349): Textkritische Edition des 10. Kapitels Ahl ʿilm al-mūsīqī mit kommentierter Übersetzung, Ergon Verlag, Baden-Baden 2021.

### Sekundärliteratur
- Fuad Matthew Caswell: The Slave Girls of Baghdad, I.B. Tauris, London 2011.
- Yasemin Gökpinar: Der ṭarab der Sängersklavinnen: Masālik al-abṣār fī mamālik al-amṣār von Ibn Faḍlallāh al-ʿUmarī (gest. 749/1349): Textkritische Edition des 10. Kapitels Ahl ʿilm al-mūsīqī mit kommentierter Übersetzung, Ergon Verlag, Baden-Baden 2021.